# Kaoshantun Shuiku
Kaoshantun Shuiku (kinesiska: 靠山屯水库) är en reservoar i Kina. Den ligger i provinsen Liaoning, i den nordöstra delen av landet, omkring 210 kilometer väster om provinshuvudstaden Shenyang. Kaoshantun Shuiku ligger 129 meter över havet. Arean är 0,50 kvadratkilometer. Trakten runt Kaoshantun Shuiku består till största delen av jordbruksmark. Den sträcker sig 0,7 kilometer i nord-sydlig riktning, och 1,0 kilometer i öst-västlig riktning.
Genomsnittlig årsnederbörd är 717 millimeter. Den regnigaste månaden är juli, med i genomsnitt 165 mm nederbörd, och den torraste är januari, med 4 mm nederbörd.